# خرگوش‌تپه
خرگوش تپه در شهرستان گرگان، بخش مرکزی، روستای خرگوش تپه واقع شده و این اثر در تاریخ ۷ مرداد ۱۳۸۲ با شمارهٔ ثبت ۹۳۲۸ به‌عنوان یکی از آثار ملی ایران به ثبت رسیده است.